# Olivier Sitruk
Pour les articles homonymes, voir Sitruk.
Olivier Sitruk est un acteur de cinéma et de théatre français, né le 25 décembre 1970 à Nice (Alpes-Maritimes).

## Biographie

### Famille
Né au sein d'une famille juive tunisienne, Olivier Sitruk est le neveu du grand rabbin de France Joseph Sitruk (1944-2016), ainsi que le cousin éloigné du comédien Jules Sitruk (né en 1990).
Il est marié à l'actrice française Alexandra London depuis 2003.

### Carrière
À 16 ans, il entre au conservatoire de Nice, puis au Studio 34 en 1988-1990. Il est diplômé du Conservatoire national supérieur d'art dramatique en 1997.
En 1994, il obtient le rôle d'Éric dans L'Appât.
En 2014, il est l'un des jurés de La France a un incroyable talent.
En 2024, il est nommé au conseil d'administration de l'ADAMI, la société civile pour l'administration des droits des artistes et musiciens interprètes , avec notamment Sam Karmann.

## Filmographie

### Cinéma

#### Longs métrages
- 1991 : La Gamine de Hervé Palud
- 1992 : Le Nombril du monde d'Ariel Zeitoun
- 1994 : L'Appât de Bertrand Tavernier
- 1995 : Un dimanche à Paris d'Hervé Duhamel
- 1997 : Quatre garçons pleins d'avenir de Jean-Paul Lilienfeld
- 2000 : L'Envol de Steve Suissa
- 2000 : Passeurs de rêves d'Hiner Saleem
- 2001 : HS Hors Service de Jean-Paul Lilienfeld
- 2002 : Irène d'Ivan Calbérac
- 2002 : Guerreros de Daniel Calparsoro
- 2004 : Le Grand Rôle de Steve Suissa
- 2004 : Mariage Mixte d'Alexandre Arcady
- 2005 : Cavalcade de Steve Suissa
- 2005 : Avant qu'il ne soit trop tard de Laurent Dussaux
- 2008 : Fracassés de Franck Llopis
- 2012 : Cassos, de Philippe Carrese
- 2014 : 24 jours d'Alexandre Arcady
- 2015 : Dieumerci ! de Lucien Jean-Baptiste
- 2016 : Deux au carré de Philippe Dajoux
- 2016 : Venise sous la neige d'Elliott Covrigaru
- 2023 : Le Petit Blond de la Casbah d'Alexandre Arcady

#### Courts métrages
- 1994 : 3000 scenarios contre un virus : La seringue
- 1994 : One night of Hyprocrisy
- 1996 : Marteau rouge
- 1997 : Musique de chambre
- 1998 : Le dernier
- 1998 : Chapacan
- 1999 : Rue du départ
- 2003 : À la fenêtre
- 2004 : Printemps de vie

### Télévision
- 1995 : Les Allumettes suédoises de Jacques Ertaud
- 1995 : Entre ces mains-là
- 1995 : La Veuve de l'architecte de Philippe Monnier
- 1996 : Profession Infirmière, épisode « Sacha »
- 1996 : Le Rouge et le Noir de Jean-Daniel Verhaeghe
- 1997 : Les Moissons de l'Océan
- 1998 : La Femme de l'Italien
- 1998 : Les Moissons de l'océan
- 2000 : L'Algérie des chimères
- 2001 : Génération Start Up
- 2001 : Femmes de loi, épisode « Une occasion en or »
- 2002 : Lune Rousse
- 2002 : Aurélien
- 2002 : L’année de mes 7 ans
- 2002 : Traquée
- 2003 : 3 garçons, 1 fille, 2 mariages de Stéphane Clavier
- 2003 : L'Année de mes sept ans d'Irène Jouannet
- 2004 : Brasier
- 2004 : Jeff & Léo, Flics et jumeaux (série) (saison 1 - 6 épisodes)
- 2005 : Quelques mots d'amour (La lettre)
- 2006 : La Volière aux enfants, téléfilm de Olivier Guignard : L'abbé Mauvel
- 2006 : Jeff & Léo, Flics et jumeaux (série) (saison 2 - 8 épisodes)
- 2007 : The Bible Code/Le code de la Bible de Christoph Schrewe
- 2007 : Divine Émilie d'Arnaud Sélignac
- 2007 : Confidences sur canapé de Laurent Dussaux
- 2007 : Les Camarades de François Luciani
- 2008 : Coco Chanel de Christian Duguay
- 2008 : Un admirateur secret de Christian Bonnet
- 2010 : Obsession(s) de Frédéric Tellier
- 2011 : Rani d'Arnaud Sélignac
- 2011 : Un, deux, trois, voleurs de Gilles Mimouni
- 2011 : L'Arche de Babel de Philippe Carrese
- 2012 : Jeu de dames de François Guérin
- 2013 : Enquêtes réservées (saison 6)
- 2015 : Lanester, épisode Memento Mori réalisé par Franck Mancuso
- 2015 : Alice Nevers : Le juge est une femme, saison 13 épisode 8 (Gitans)
- 2016 : Instinct (série télévisée de TF1)
- 2016 : Meurtres à Strasbourg de Laurence Katrian
- 2017 : Mongeville, épisode Meurtre à la une
- 2018 : Commissaire Magellan, épisode Mise en bière
- 2018 : Lanester, épisode "Les Enfants de la dernière pluie", réalisé par Jean-Marc Brondolo
- 2019 : Les mystères du Bois-Galant de Lorenzo Gabriele
- 2020 : Meurtres à Cognac, réalisé par Adeline Darraux : Yassine Benjebbour
- 2020 : Scènes de ménages : Didier, l'éditeur de Fabien
- 2021 : Les Mystères de l'école de gendarmerie de Lorenzo Gabriele
- 2022 : Balthazar, épisodes Si ce n'est toi et Souviens-toi (saison 4) : Alexandre Alta
- 2022 : La Faute à Rousseau (saison 2) : Niels Martin
- 2023 : Balthazar, (saison 5) : Alexandre Alta
- 2023 : Section de recherches
- 2023 : Un gars, une fille (au pluriel) : Un gars
- 2024 : Monsieur Parizot de Nicolas Copin
- 2025 : Ici tout commence, (saison 5) : Etienne Castelmont
- 2025 : La Stagiaire, (saison 10, épisode 6 : Le bien par le mal) : Nathan Montel

### Clip
- 2011 : Clip de Zaz Éblouie par la nuit

## Théâtre
- 1990 : La Reine morte d'Henry de Montherlant, mise en scène de Noël Herpe
- 1991 : L’Amour à mille temps
- 1992 : Le Médecin malgré lui de Molière, mise en scène de M. Dussin, Théâtre de Ménilmontant
- 1997 : Colombe de Jean Anouilh, mise en scène de Michel Fagadau
- 2005 : Pieds nus dans le parc de Neil Simon, mise en scène de Steve Suissa, Théâtre Marigny
- 2008 : L'Effet Papillon de Stéphan Guérin-Tillié et Caroline Duffau
- 2009 : Le facteur sonne toujours deux fois de James M. Cain, mise en scène de Daniel Colas, Théâtre des Mathurins
- 2009 : Ernesto Che Guevara, La Dernière Nuit de José Pablo Fienmann, mise en scène de Gérard Gelas, repris au Festival d'Avignon 2010 au Théâtre du Chêne Noir
- 2010 : Tribunal XXI, mise en scène de Jérémie Fabre, Théâtre Le Ranelagh
- 2010 : Des jours et des nuits à Chartres de Henning Mankell, mise en scène de Daniel Benoin, Théâtre national de Nice
- 2011 : Le Crépuscule du Che de José Pablo Feinmann, mise en scène de Gérard Gelas, Petit Montparnasse
- 2012 : Un bébé pour deux de Thierry Lassalle, Théâtre des béliers
- 2013 : Crime sans ordonnance de William Link et Richard Levinson, mise en scène de Didier Caron, tournée
- 2015 : Rupture à domicile de Tristan Petitgirard, mise en scène de l'auteur, Comédie Bastille[6]
- 2015 : Le Gai mariage de Michel Munz et Gérard Bitton, mise en scène Raymond Acquaviva, Casino de Paris
- 2016 : La Fiancée orientale d'après le roman d'Éliette Abécassis, Théâtre du Gymnase
- 2017 : Les Lyons de Nicky Silver, mise en scène Jean-Luc Moreau et Mathilde Penin, Centre national de création d'Orléans
- 2017 : Rupture à domicile de Tristan Petitgirard, mise en scène de l'auteur, Le Splendid
- 2017 : Les Jumeaux vénitiens de Carlo Goldoni, adaptation et mise scène Jean-Louis Benoît. Théâtre Hébertot[7], Paris, septembre 2017.
- 2020 : L'Importance d'être Constant d'Oscar Wilde, mise en scène Arnaud Denis, théâtre Tête d'Or, tournée
- 2021 : L'Importance d'être Constant d'Oscar Wilde, mise en scène Arnaud Denis, théâtre Hébertot
- 2022 : Je préfère qu'on reste ensemble de Laurent Ruquier, mise en scène Marie Pascale Osterrieth, Théâtre des Variétés
- 2024 : Dolores de Yann Guillon et Stéphane Laporte, mise en scène Virginie Lemoine, festival off d'Avignon théâtre Actuel